# Erlang Public License
Erlang Public License är en avvecklad programvarulicens som används av programspråket Erlang. Det är ett derivatverk av Mozilla Public License, och innehåller termer som skiljer sig från MPL, främst när det gäller jurisdiktion. Licensen är konstruerad i enlighet med Sveriges lagar. 

## Ändring till Apache License 2.0
Den 12 juni 2015 meddelade Ericsson vid Erlang User Conference 2015 att det från nästa större utgåva, Erlang / OTP 18.0, kommer att börja leverera Erlang/OTP under Apache License 2.0. 